# SN 2011U
SN 2011U – supernowa typu Ia odkryta 28 stycznia 2011 roku w galaktyce UGC 2985. W momencie odkrycia miała maksymalną jasność 17,60m.